# Рыжков, Алексей Зосимович
Алексей Зосимович Рыжков (род. 20 февраля 1976) — главный тренер сборной команды России по прыжкам на батуте, заслуженный тренер России, мастер спорта России международного класса по прыжкам на батуте, судья международной категории. Член исполнительного комитета Федерации прыжков на батуте России. Внешний совместитель должности доцента кафедры теории и методики гимнастики Кубанского государственного университета физической культуры, спорта и туризма.

## Биография
Родился 20 февраля 1976 года.
В 1995 году окончил Ейское педагогическое училище по специальности «Физическая культура».
С 1995 года работал тренером-преподавателем по прыжкам на батуте в физкультурно-спортивном обществе «Россия».
В 2003 году окончил Кубанский государственный университет физической культуры, спорта и туризма по специальности «Физическая культура и спорт».
Работал тренером юношеской сборной РФ по мини-трампу.
Является главным тренером сборной России по прыжкам на батуте. Является членом исполнительного комитета Федерации прыжков на батуте России (являлся её вице-президентом). Является судьёй международной категории. Также является членом исполнительного комитета Краснодарской краевой федерации прыжков на батуте.
Работает тренером по прыжкам на батуте и двойном минитрампе в Государственном бюджетном учреждении Краснодарского края «Центр олимпийской подготовки по прыжкам на батуте».
Совмещает тренерскую работу с преподаванием в Кубанском государственном университете физической культуры, спорта и туризма, являясь внешним совместителем должности доцента кафедры теории и методики гимнастики. В этом качестве ведёт производственную практику: преддипломную, тренерскую, научно-исследовательские работы.
По состоянию на ноябрь 2022 года проживал в Краснодаре.

## Награды и почётные звания
- мастер спорта России международного класса по прыжкам на батуте[1]
- 2005 — благодарность главы администрации (губернатора) Краснодарского края[4]
- заслуженный тренер России[1]

## Известные воспитанники
- Баландина Светлана — заслуженный мастер спорта России, трёхкратная чемпионка мира, абсолютная чемпионка Европы 2012 года, чемпионка России 2012 года.
- Иванов Кирилл — заслуженный мастер спорта России, абсолютный чемпион мира, победитель Кубка мира 2012 года, чемпион Европы 2012 года, чемпион Европы в командном зачёте, неоднократный чемпион России, серебряный призёр чемпионата России 2011 года в командном зачёте.
- Игнатьева, Анастасия Станиславовна — мастер спорта России международного класса, обладательница Кубка мира 2012 года, чемпионка Европы 2012 года в команде по прыжкам на двойном минитрампе, бронзовый призёр Кубка и чемпионата России 2012 года.
- Кочесок Сусанна[англ.] — мастер спорта России, бронзовый призёр командного чемпионата России в синхронных прыжках, абсолютная победительница V летней спартакиады учащихся 2011 года.